# 가십

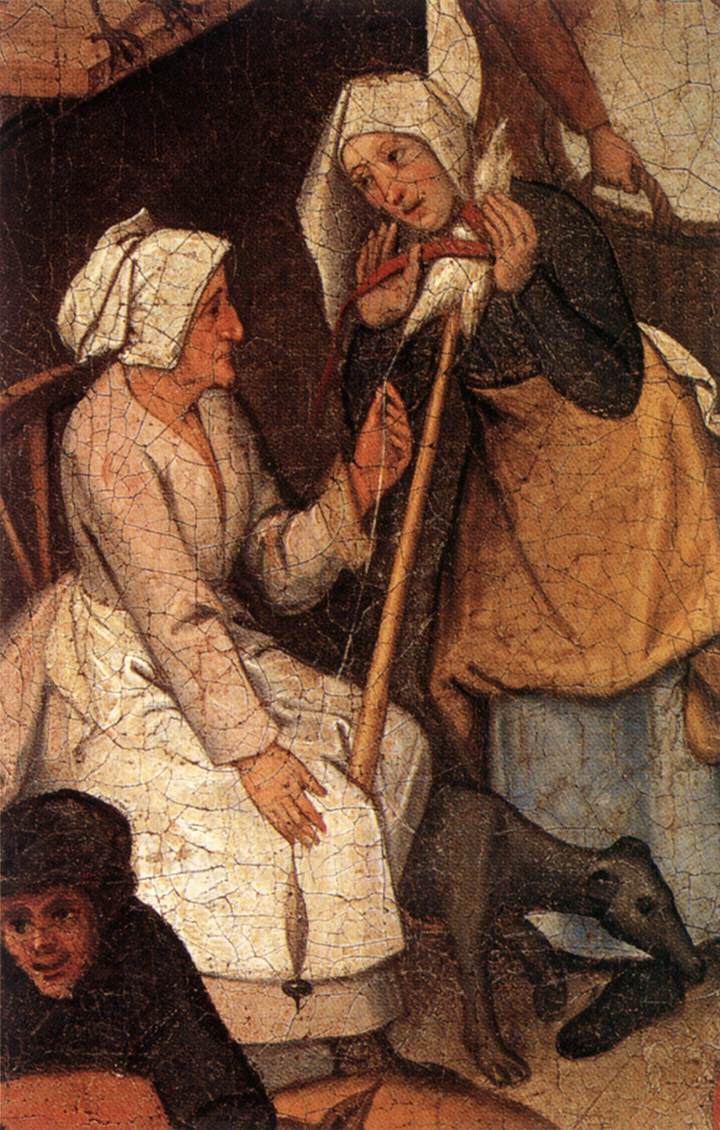
한 쪽은 다른 쪽이 돌린 것을 디스퍼프에 감는다(둘 다 대 피터 브뤼겔의 가십을 퍼뜨린다)

가십(영어: gossip)은 타인의 개인적 또는 사적인 일에 대한 소문이다. 주로 부정적인 소문을 가리킬 때가 많다.

## 같이 보기
- 소문